# Phoneutria nigriventer
Phoneutria nigriventer är en spindelart som först beskrevs av Eugen von Keyserling 1891.  Phoneutria nigriventer ingår i släktet Phoneutria och familjen Ctenidae. Inga underarter finns listade i Catalogue of Life.